# José Manuel Pérez-Aicart
José Manuel Pérez-Aicart (ur. 3 lipca 1982 roku w Castellón de la Plana) – hiszpański kierowca wyścigowy.

## Kariera
Pérez-Aicart rozpoczął karierę w wyścigach samochodowych w 2000 roku od startów w Formule Toyota Castrol 1300. Z dorobkiem 71 punktów uplasował się tam na drugiej pozycji w klasyfikacji generalnej. W późniejszych latach pojawiał się także w stawce Hiszpańskiej Formuły 3 (trzeci w 2001 roku, wicemistrz w 2005), Formuły Nissan 2000, World Series by Nissan, Spanish GT Championship, International GT Open, 24 Hours of Barcelona, SEAT Leon Supercopa Spain oraz World Touring Car Championship.
W World Series by Nissan wystartował podczas sześciu wyścigów sezonu 2003. Jeden punkt dał mu w klasyfikacji końcowej 26 miejsce.